# Cuarteto de la Habana
Cuarteto de La Habana es una película del año 1998 dirigida por Fernando Colomo y con guion de Julio Carrillo y Fernando Colomo

## Argumento
Walter es un joven apasionado de la música que se gana la vida limpiando los cubos de basura de un local de jazz en Madrid. El embarazo de su novia y la muerte de su abuela no es nada cuando recibe el vídeo de una mujer cubana que le confiesa ser su madre. Este hecho le anima a ir a Cuba, momento a partir del cual tendrán lugar todo tipo de enredos.

## Reparto
| Intérprete           | Personaje      |
| -------------------- | -------------- |
| Ernesto Alterio      | Walter         |
| Mirta Ibarra         | Lita           |
| Javier Cámara        | Segis          |
| Laura Ramos          | Diana          |
| Daisy Granados       | Nereida        |
| María Esteve         | Vicky          |
| Mónica Cano          | Paloma         |
| David Calzado        | Lázaro         |
| Javier Gurruchaga    | Cura           |
| Pilar Castro         | Camarera       |
| José María Sacristán | Encargado      |
| Ana María Ventura    | Portera        |
| Lola Lemos           | Abuela         |
| Javier Sandoval      | Cura Madrid    |
| Aurora Basnuevo      | Mujer          |
| Tania Ceballos       | Lita del Valle |
| Maricela Alfonso     | Locutora       |
| Jorge Socia          | Barman         |
| Alexander Silva      | Camarero Club  |
| Gladys Guzmán        | Mulata 1       |
| Alfia Valerino       | Mulata 2       |
| Mariana Ramos        | Dina niña      |
| William Hung         | Constructores  |
| Pedro Fernández      | Chofer         |
| Pablo Roca           | Encargado      |
| Noel Villegas        | Constructores  |
| Carmelina Gómez      | Constructores  |
| Francisco J. Torres  | Constructores  |
| Antonio Dotuirni     | Constructores  |
| María Dolores Valdés | Madre Nereida  |
| Ernesto Chacón       | Padre Nereida  |
| Nelson Arias         | Hijo Nereida   |
| Ilikot Sánchez       | Camionero      |
| Raúl Rojas           | Tom            |
| Libby Brien          | Paloma         |
| Philip Hersh         | Walter         |

## ¿Dónde se rodó?
La Habana, Cuba
Madrid